# Luzern (thị xã)
Thị xã Luzern (tiếng Đức: Amt Luzern) là một thị xã cũ của Thụy Sĩ. Thị xã thuộc bang Luzern, với có diện tích 217 km², thủ phủ đóng ở Luzern. Mã bưu chính là 303. Dân số theo thống kê của cục thống kê Thụy Sĩ năm 1999 là 157.592 người.
Từ ngày 1 tháng 1 năm 2013, thị xã được phân chia mặt hành chính thành 2 tiểu khu (wahlkreis) là Luzern-Land và Luzern-Stadt. Tuy nhiên, về mặt thống kê thị xã vẫn được xem như một đơn vị thống kê chung.